# Salomé Herrera

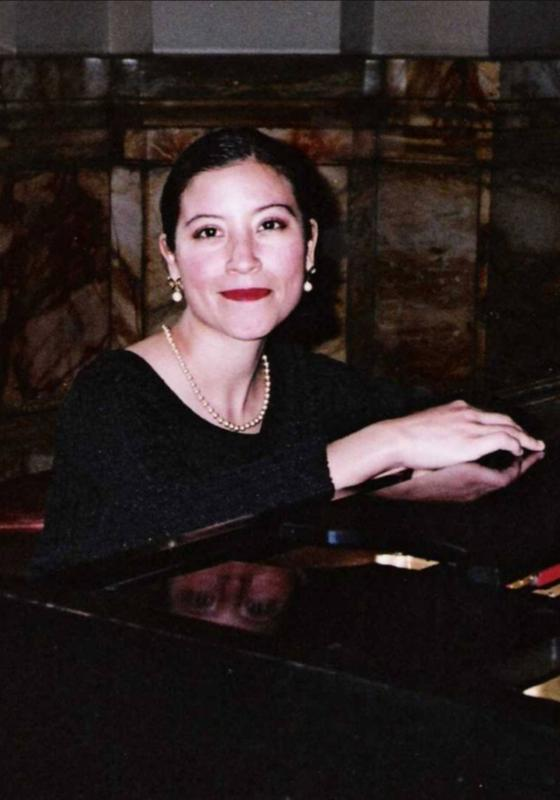
Salomé Herrera, pianista concertista del INBA

Salomé Herrera es una pianista concertista mexicana. Realizó estudios en México, Italia y Francia donde obtuvo el primer premio con medalla de oro en el Conservatorio de París. Fue alumna de Ugo Cividino, Dominique Geoffroy y Catherine Thibon (notable alumna de Vlado Perlemuter), principalmente. Participó en clases magistrales de profesores como Walter Panhofer en la Academia de Música de la Universidad de Viena, y de Anikó Szegedi en la Academia Franz Liszt de Budapest y es la hermana menor de Claudio Herrera 
Fue elegida como uno de los mejores alumnos de Europa para participar en el curso de Villecroze, Francia, impartido en esa ocasión por Olivier Gardon. Ha sido jurado de concursos de ingreso y egreso en varios conservatorios de Francia. 
En México, fue merecedora a la mención de excelencia del Premio Nacional de la Juventud y becaria del Fondo Nacional para la Cultura y las Artes. Desde 1984 se presenta con regularidad como solista de orquesta, en recitales de música de cámara y de piano solo, principalmente con música de Johann Sebastian Bach. También forma dúo, piano a cuatro manos y dos pianos, con Claudio Herrera en el Dúo Herrera. Es integrante del grupo Concertistas de Bellas Artes de la Coordinación Nacional de Música y Ópera del INBA.